# アリーナ・ザギトワ
アリーナ・イルナゾヴナ・ザギトワ（ロシア語: Алина Ильназовна Загитова〈 発音〉、ロシア語ラテン翻字: Alina Ilnazovna Zagitova、タタール語:  Алинә Илназ кызы Заһитова、2002年5月18日 - ）は、2010年代後半に活躍したロシアのフィギュアスケート選手（女子シングル）。2018年平昌オリンピック金メダリスト。2019世界選手権優勝、2017年グランプリファイナル優勝、2018年欧州選手権優勝。

## 人物
イジェフスクで生まれ、ムスリムでタタール系である。父親はアイスホッケーのコーチで、妹サビーナもフィギュアスケートである。名前のアリーナは、ロシア新体操の名選手で2004年アテネオリンピックの金メダリストのアリーナ・カバエワに由来する。憧れの選手にカロリーナ・コストナーとエフゲニア・メドベージェワを挙げている。
キャラクターグッズやファンシーグッズを好んで身の回りにおいている。リラックマが特に好みで、ジュニア時代にプレゼントされたコリラックマのティッシュカバーを長年愛用している。2016グランプリファイナルでプレゼントの袋を手にしていた羽生結弦に頼んでくまのプーさんのぬいぐるみを譲り受け、部屋に飾っており、坂本花織に頼んでスヌーピーのぬいぐるみをもらった。日本料理が大好物であると語っており、世界ジュニア選手権優勝のお祝いに祖母が寿司ロールを買ってくれると約束した。将来の夢は日本食レストランを経営すること。箸の使い方は父から教わった。
2018年5月26日にモスクワで秋田犬を贈呈されて、贈呈式はロシア訪問中の安倍晋三首相も出席した。

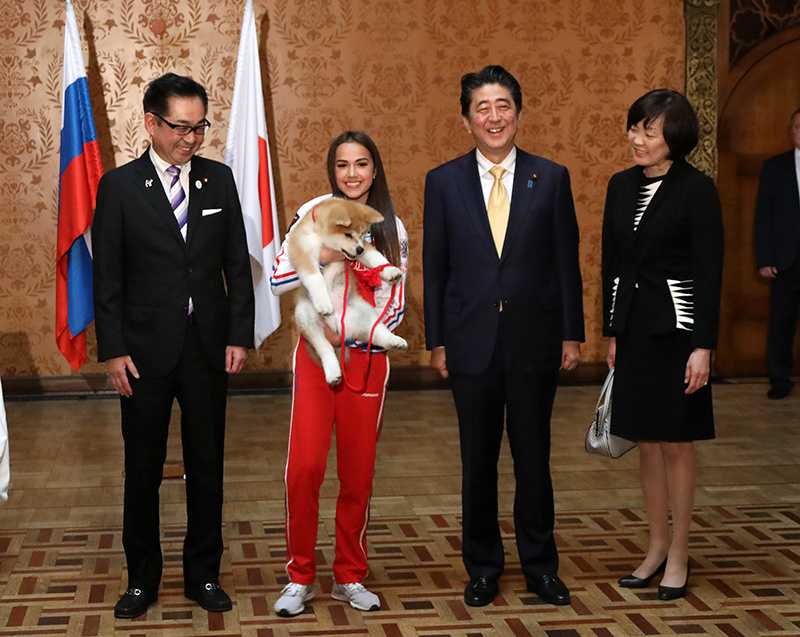
秋田犬の「マサル」を抱くザギトワ。左から秋田犬保存会会長を務める衆議院議員の遠藤敬、ザギトワ、安倍晋三、安倍昭恵

日本で行われた平昌五輪開幕前の合宿へ参加した際に秋田犬に対する愛情を公言すると、地元関係者が贈呈を決定し、モスクワの贈呈式で秋田犬保存会の遠藤敬会長からメスの子犬を贈られた。贈呈された秋田犬は「勝る（まさる）」の意味を込めて「マサル (Масару)」と名付けた。理想の休日は「マサルと過ごす一日」と語るほど溺愛し、ロシアで秋田犬は珍しく「うわー、ハチコー！」と周りに注目されると明かしている。
7月に「マサル」のいとこでオスの子犬の「マサオ」が朝青龍明徳に贈呈された。2018年11月に日本の繊維メーカーエアウィーヴと広告出演契約、同年12月にザギトワとともにCMデビューを果たした。今回販売するペット用マットレスは数量限定商品であり、収益は公益社団法人秋田犬保存会に寄付されることになっている。「イリースカ」という名の猫も飼っている。

## 経歴

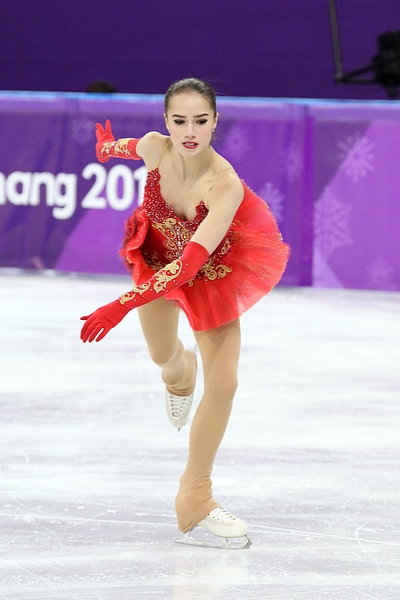
金メダルを獲得した平昌オリンピック

5歳の時にスケートを始めたが、専門的にフィギュアスケートを始めたのは7歳から。それまではただ滑走していただけであり、競技を始めて3年経過した10歳まで表彰台に上ったことがなかった。フィギュアスケートを始めた理由について「（母親が果たせなかった）夢を私に託した」と語っている。
2014年末に12歳で、競技大会に出場するためモスクワに滞在した際、母に懇願して2014年ソチオリンピックでロシア団体金メダルを獲得したユリア・リプニツカヤを育てたことで名声を得ていたエテリ・トゥトベリーゼの元を訪れる。3回転ジャンプすら飛べなかったため即入門とはいかなかったが「もう一度、見たい」と年明けにモスクワへ来るよう促される。2015年から親元を離れ、モスクワに住む祖母と同居しながらトゥトベリーゼの元でトレーニングを開始するも「自発的に練習することを理解できていない」と、わずか3か月で見限られた。その後、同じリンク内でアンナ・ツァリョーワの指導を受けていたが、怪我の療養を経て故郷に帰ろうと決意し、花束を持ってトゥトベリーゼの元へ挨拶に行ったところ「もう一度試してみましょう」と声を掛けられ再び指導を受けることになった。そのときのことをザギトワは「うれし涙が出ました」と振り返っている。
2015 - 2016シーズン、ロシアジュニア選手権で9位となった。2016年ジュニアグランプリの派遣選考となる国内大会の一つでは、モスクワ予選で12位と予選敗退し、ジュニアグランプリへの出場が危ぶまれたが出場した。

### 才能の開花 衝撃的なジュニアデビュー
2016 - 2017シーズンは、ジュニアグランプリに出場し、1戦目のサン・ジェルヴェ大会で国際大会に初参戦して優勝した。2戦目のリュブリャナ杯では紀平梨花、本田真凜に敗れ3位だったものの、ジュニアグランプリファイナル進出を決めた。ジュニアグランプリファイナルでは、ショートプログラムとフリースケーティングでジュニアクラスの世界最高得点を出し、ジュニア選手として史上初の200点超えとなる207.43点で優勝した。初出場のロシア選手権では銀メダルを獲得。世界ジュニア選手権では、自身の持つFSと総合得点のジュニア歴代最高得点を更新し、前年度チャンピオンの本田真凜を破って優勝した。

### シニア参戦 オリンピック優勝と転落
2017-2018シーズン、シニアデビュー戦のロンバルディア杯は、SPでシャーロットスパイラル→カウンターからの2回転アクセルを試みるが転倒し3位と出遅れる。しかし、フリーで自己ベストで世界歴代4位となる218.46点を得点し逆転優勝した。グランプリシリーズに参戦し、中国杯、フランス杯に出場。2戦ともSPの3回転ルッツ-3回転ループの連続ジャンプで転倒し、表彰台圏外からスタートするも、FSで巻き返し連勝。グランプリファイナルも制し、続くロシア選手権も初優勝となった。
右足の怪我で休養していた絶対女王エフゲニア・メドベージェワとのシニア初の直接対決となったヨーロッパ選手権では、SP･FSともノーミスで1位となり、世界歴代2位の合計238.24点で初優勝した。それまで個人戦13連勝していたメドベージェワは合計232.86点で2位となり、絶対女王に約2年ぶりに土を付けた。
平昌オリンピックはOARの選手として15歳で初出場。団体戦はFSで滑走し、銀メダル獲得に貢献。個人戦のSPでメドベージェワが先に出した自らのSP歴代最高得点となる81.61点を、わずか20分後に82.92点で更新した。続くFSでは3回転ルッツ-3回転ループの連続ジャンプが単独になってしまうが、2本目の3回転ルッツに3回転ループを付ける驚異的なリカバリーを披露し、メドベージェワと156.65点で同点となる。SPとの合計得点239.57点でそのまま逃げ切り、オリンピック金メダルを獲得した。15歳9ヶ月での金メダル獲得は、1998年長野オリンピックで優勝したタラ・リピンスキー、2014年ソチオリンピック団体戦で優勝したロシアのメンバーであるユリア・リプニツカヤ以来史上3番目の若さ。
グランドスラムに王手がかかった世界選手権は、最大のライバルであるメドベージェワが右足の怪我の療養で欠場したため、初優勝の大チャンスで迎えた。SPでは連続ジャンプの着氷が若干乱れ2位となるも、トップとは僅か0.76差と十分逆転可能な位置でSPを折り返す。FSでは演技後半の最初の3回転ルッツで転倒し、その後に6本のジャンプが詰まっていたためミスの連鎖を止めることが出来ず、続く2本目の連続ジャンプである2回転アクセル後の3回転トゥループも転倒した。執念で2本目の3回転ルッツに3回転ループを付けようとするも3回転ループで再び転倒し、会場は観客の悲鳴が響き渡りプログラムは崩壊した。7つのジャンプ要素のうち、3つの転倒に加えて3本のジャンプで回転不足判定を受けて総合5位となった。個人戦連勝記録も10連勝でストップし、新星として快進撃を続けてきたシーズンは幕を閉じた。SP終了後に、オリンピック後にイベントが続いて「いつにも増して不安があり、心が落ち着きませんでした」と報道陣に漏らした。

### 不調による成績低迷
2018-2019シーズンは、世界選手権の悪夢から約半年後のネーベルホルン杯から始動して総合238.43点と高得点で優勝した。GPヘルシンキのSPは、連続ジャンプの2つ目の3回転ループが単独ループになったり、FSでも1つ目の連続ジャンプが回転不足を取られるなど苦戦したが何とか優勝する。続くロステレコム杯も、FSで最後の3回転フリップが2回転フリップになるなど調子を取り戻せず、総合得点はGPヘルシンキより低い点数に留まった。SPのリードに助けられ連勝し、グランプリファイナルに駒を進めるが、その連覇を狙ったグランプリファイナルでは3回転アクセル装備で快進撃を続けていた紀平梨花とシニア初激突した。SPはノーミスを決め紀平に続く2位と逆転優勝を狙える位置についたが、FSは3回転ルッツからの3回転トーループが抜けてしまい点数を伸ばせず、紀平にさらに差を広げられ準優勝となった。ウォームアップ中にテレビのケーブルに引っかかって捻挫するアクシデントがあり、FSに影響したと思われる。続くロシア選手権でもSPはノーミスの演技を見せて首位で折り返すが、FSではジャンプの転倒や抜け、スパイラルが解けてしまうミスを連発し、同門の後輩ジュニア勢に次々と抜かされ総合5位まで沈んだが、2019年ヨーロッパフィギュアスケート選手権のロシア代表3人のうちの1人に選抜された。
連覇を目指した欧州選手権は、SPを首位で折り返すも回転不足を取られたり最後の3回転フリップの着氷で手が付きそうになるなど点数を伸ばせず、翌日のFSも連続ジャンプで抜けや転倒のミスを連発したほか、5本のジャンプで回転不足を取られ、格下で同じロシア代表のソフィア・サモドゥロワに逆転を許し銀メダルに終わった。

### 世界選手権優勝 スーパースラム達成
前年の雪辱戦となった世界選手権は、SPをノーミスでこなし82.08点を獲得した。最大のライバルであった紀平が3回転アクセルに失敗し、11.18点の大差をつけて首位で折り返した。その後のFSも不振を振り払う完全復活の演技を披露し、総合237.50点で念願の初優勝した。これによりオリンピック、世界選手権、欧州選手権、グランプリファイナル、世界ジュニア選手権、ジュニアグランプリファイナル、全ての主要国際大会のタイトルを手にし、16歳10か月でスーパースラムを達成した。女子シングルではキム・ヨナ（19歳5か月）以来、史上2人目。

### 競技会への参加を一時停止
2019年12月13日にロシア国営テレビへ出演し、今後の競技会への参加を一時停止し、アイスショーなどへの出演は続けることを明らかにした。12月15日に自身のInstagramで、「立ち止まったり、去るつもりはありません。新展開や終了についても考えていません」「まだロシア代表チームに所属しており、国際大会で自分の国のためにプレーすることができます」と引退を考えていないことを表明した。

## 技術

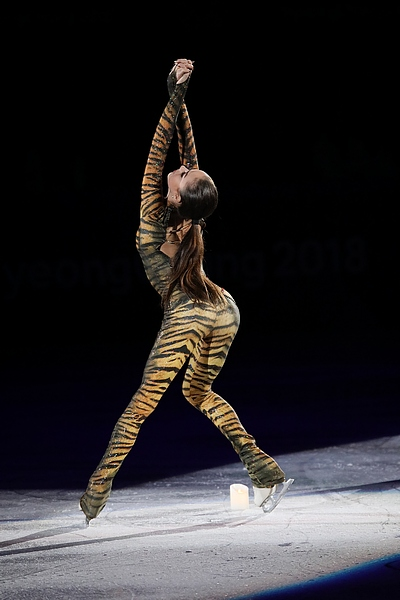
エキシビションでトラ柄衣装で踊るザギトワ

ロシア選手を中心にルールを逆手にとって全てのジャンプを後半に飛ぶ選手が増えたことから、「バランスの取れたプログラムに導くため」に平昌オリンピック後に開かれたISU総会で、2018年 - 19年シーズンから10%ボーナスはSPでは後半に飛んだ最後の1本、FSでは後半に飛んだ最後の3本のみに制限され、これがザギトワルールと俗称された。
2016年ジュニアグランプリサン・ジェルヴェ大会では女子選手として史上6人目となる3回転ルッツ-3回転ループ(3Lz-3Lo)のコンビネーションジャンプを成功させた。

## 記録
- 女子シングルジュニアクラスショートプログラム世界最高得点 70.92（2016JGPファイナル、2017年にアレクサンドラ・トゥルソワが更新）
- 女子シングルジュニアクラスフリースケーティング世界最高得点 136.51（2016JGPファイナル）
- 女子シングルジュニアクラスフリースケーティング世界最高得点 138.02（2017年世界ジュニア選手権、2018年にアレクサンドラ・トゥルソワが更新）
- 女子シングルジュニアクラストータル世界最高得点 207.43（2016JGPファイナル）
- 女子シングルジュニアクラストータル世界最高得点 208.60（2017年世界ジュニア選手権、2018年にアレクサンドラ・トゥルソワが更新）
- 女子シングルジュニアクラス史上初200点超え（2016JGPファイナル）
- 女子シングルショートプログラム世界最高得点 82.92（2018平昌オリンピック）

## 主な戦績

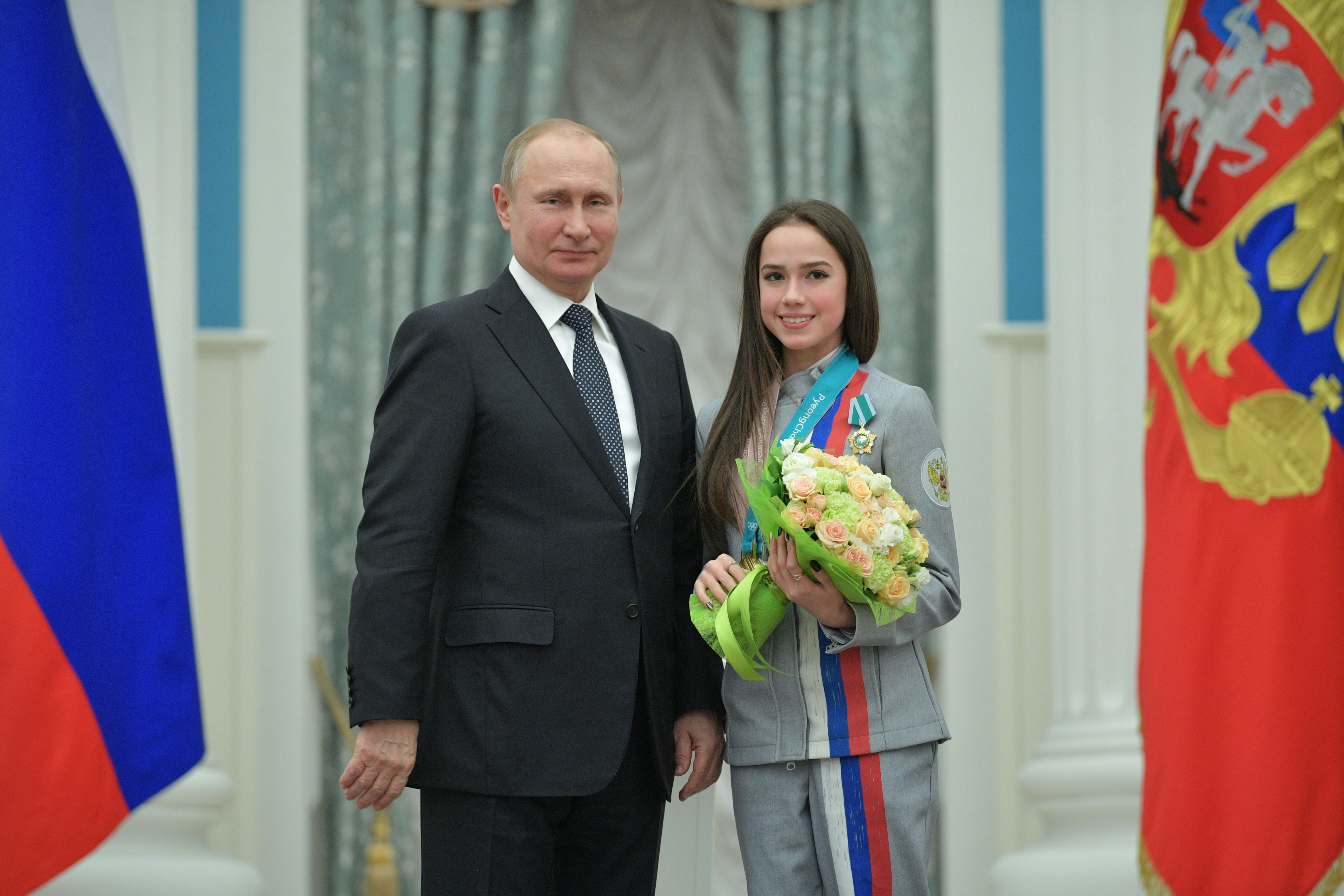
プーチン大統領とザギトワ

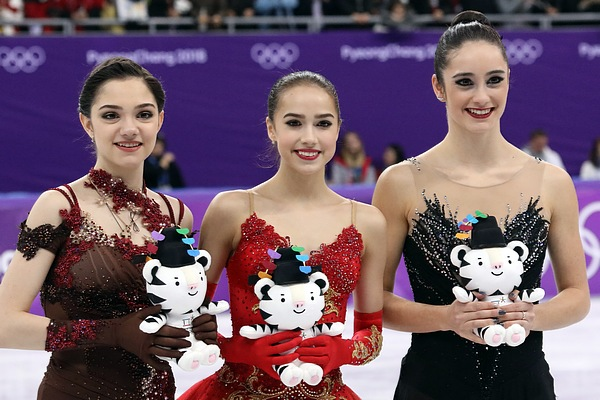
2018年平昌オリンピックで金メダル

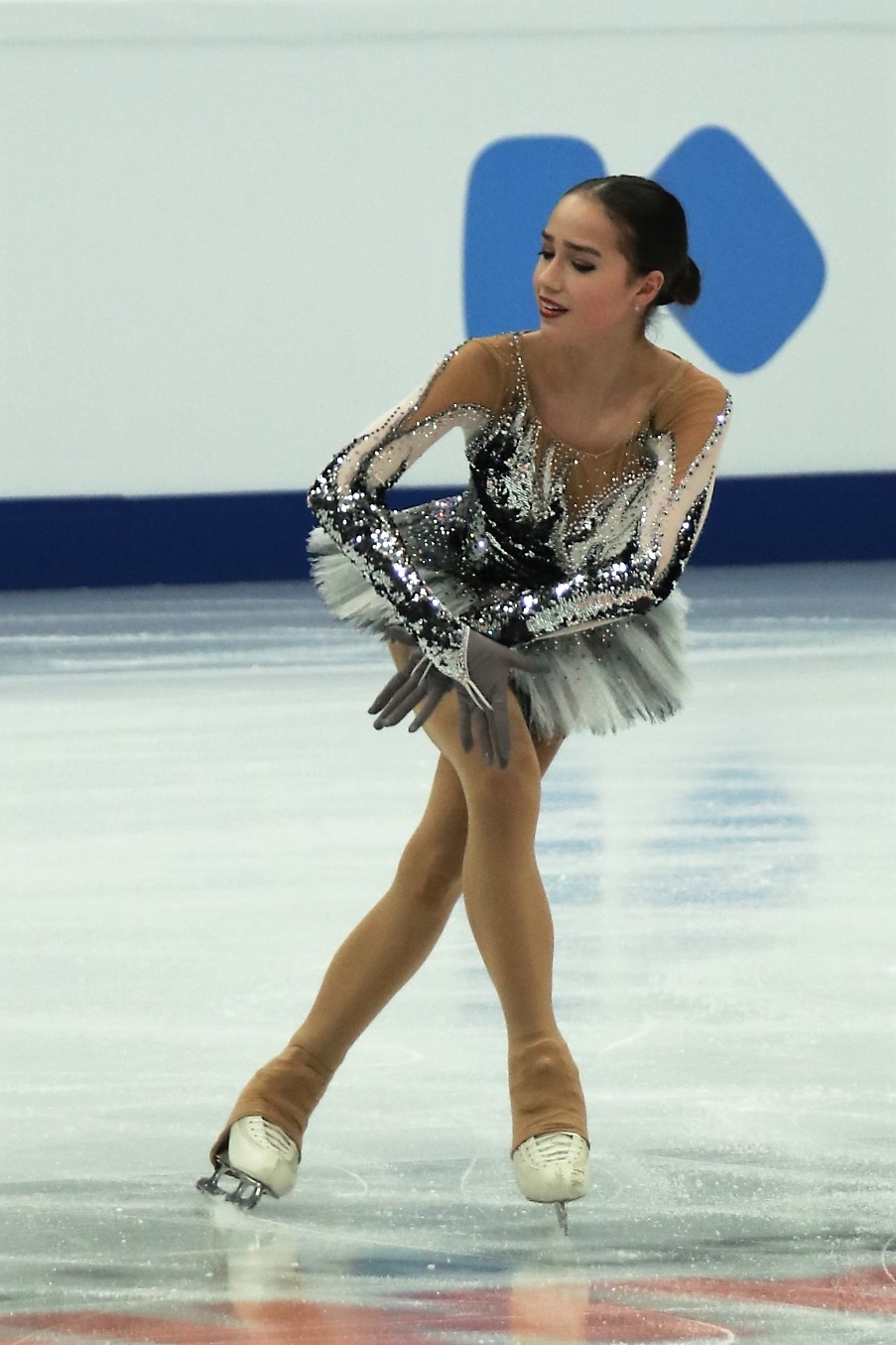
2018年ヨーロッパ選手権

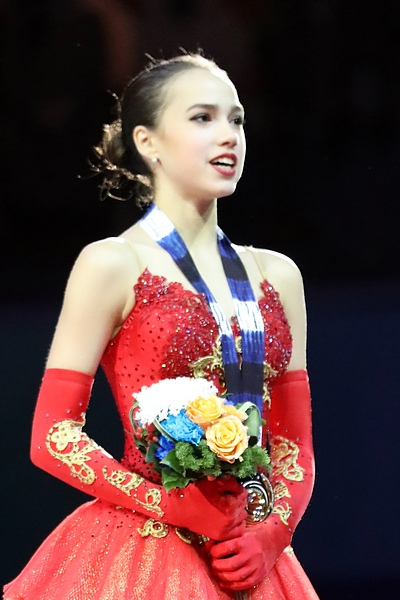
2017 GPファイナル優勝

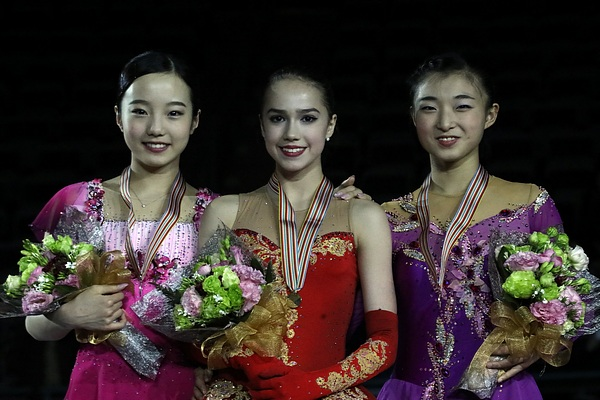
2017年ジュニア世界選手権優勝

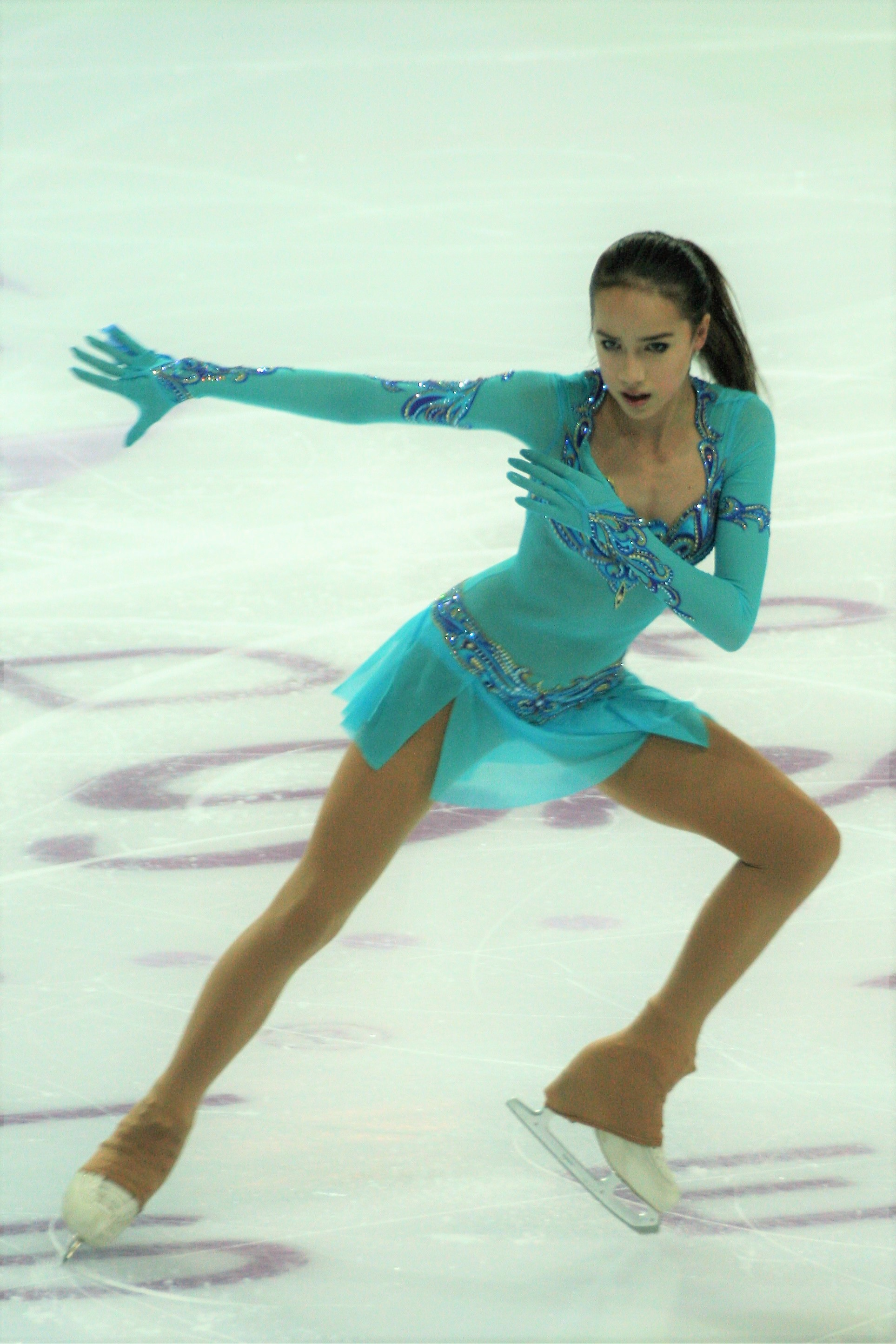
2016年ジュニアグランプリファイナル

| 冬季オリンピック    |   |   | 1 |   |    |
| 世界選手権          |   |   | 5 | 1 |    |
| 欧州選手権          |   |   | 1 | 2 |    |
| GPファイナル        |   |   | 1 | 2 | 6  |
| GP NHK杯            |   |   |   |   | 3  |
| GP ロステレコム杯   |   |   |   | 1 |    |
| GP 中国杯           |   |   | 1 |   |    |
| GP フランス国際     |   |   | 1 |   | 2  |
| GPヘルシンキ        |   |   |   | 1 |    |
| CS ロンバルディア杯 |   |   | 1 |   |    |
| CS ネーベルホルン杯 |   |   |   | 1 |    |
| 世界Jr.選手権       |   | 1 |   |   |    |
| JGPファイナル       |   | 1 |   |   |    |
| JGPリュブリャナ杯   |   | 3 |   |   |    |
| JGPサン・ジェルヴェ |   | 1 |   |   |    |
| ユーロユース五輪    |   | 1 |   |   |    |
| 国内大会            |   |   |   |   |    |
| ロシア選手権        |   | 2 | 1 | 5 | WD |
| ロシアJr.選手権     | 9 | 1 |   |   |    |
| 団体戦              |   |   |   |   |    |
| ジャパンオープン    |   |   |   |   | 1  |

### 詳細
| 2019-2020 シーズン    |                                                    |         |          |          |
| 開催日                | 大会名                                             | SP      | FS       | 結果     |
| 2019年12月5日 - 8日   | 2019/2020 ISUグランプリファイナル（トリノ）        | 2 79.60 | 6 125.63 | 6 205.23 |
| 2019年11月22日 - 24日 | ISUグランプリシリーズ NHK杯（札幌）                | 4 66.84 | 3 151.15 | 3 217.99 |
| 2019年11月1日 - 3日   | ISUグランプリシリーズ フランス国際（グルノーブル） | 2 74.24 | 3 141.82 | 2 216.06 |

| 2018-2019 シーズン    |                                                                  |         |           |          |
| 開催日                | 大会名                                                           | SP      | FS        | 結果     |
| 2019年3月18日 - 24日  | 2019年世界フィギュアスケート選手権（さいたま）                   | 1 82.08 | 1 155.42  | 1 237.50 |
| 2019年1月24日 - 25日  | 2019年ヨーロッパ選手権（ミンスク）                               | 1 75.00 | 4 123.34  | 2 198.34 |
| 2018年12月20日 - 22日 | ロシアフィギュアスケート選手権（サランスク）                     | 1 80.62 | 12 131.41 | 5 212.03 |
| 2018年12月6日 - 9日   | 2018/2019 ISUグランプリファイナル（バンクーバー）                | 2 77.93 | 2 148.60  | 2 226.53 |
| 2018年11月16日 - 18日 | ISUグランプリシリーズ ロステレコム杯（モスクワ）                 | 1 80.78 | 1 142.17  | 1 222.95 |
| 2018年11月2日 - 4日   | ISUグランプリシリーズ グランプリヘルシンキ（ヘルシンキ）         | 1 68.90 | 1 146.39  | 1 215.29 |
| 2018年9月26日 - 29日  | ISUチャレンジャーシリーズ ネーベルホルン杯（オーベルストドルフ） | 1 79.93 | 1 158.50  | 1 238.43 |

| 2017-2018 シーズン    |                                                               |         |          |          |
| 開催日                | 大会名                                                        | SP      | FS       | 結果     |
| 2018年3月19日 - 25日  | 2018年世界フィギュアスケート選手権（ミラノ）                  | 2 79.51 | 7 128.21 | 5 207.72 |
| 2018年2月21日 - 23日  | 2018年平昌オリンピック（平昌）                                | 1 82.92 | 2 156.65 | 1 239.57 |
| 2018年2月9日 - 12日   | 2018年平昌オリンピック 団体戦（平昌）                         | -       | 1 158.08 | 2 団体   |
| 2018年1月18日 - 20日  | 2018年ヨーロッパ選手権（モスクワ）                            | 1 80.27 | 1 157.97 | 1 238.24 |
| 2017年12月22日 - 24日 | 2017-2018ロシア選手権（サンクトペテルブルク）                 | 1 78.15 | 1 155.44 | 1 233.59 |
| 2017年12月7日 - 10日  | 2017/2018 ISUグランプリファイナル（名古屋）                   | 2 76.27 | 1 147.03 | 1 223.30 |
| 2017年11月17日 - 19日 | ISUグランプリシリーズ フランス杯（グルノーブル）              | 5 62.46 | 1 151.34 | 1 213.80 |
| 2017年11月3日 - 5日   | ISUグランプリシリーズ中国杯（北京）                           | 4 69.44 | 1 144.44 | 1 213.88 |
| 2017年9月14日 - 17日  | ISUチャレンジャーシリーズロンバルディアトロフィー（ベルガモ） | 3 71.29 | 1 147.17 | 1 218.46 |

| 2016-2017 シーズン    |                                                                |         |          |          |
| 開催日                | 大会名                                                         | SP      | FS       | 結果     |
| 2017年3月13日 - 19日  | 2017年世界ジュニアフィギュアスケート選手権（台北）             | 1 70.58 | 1 138.02 | 1 208.60 |
| 2017年2月11日 - 18日  | ヨーロッパユースオリンピックフェスティバル（エルズルム）       | 1 58.30 | 1 128.76 | 1 187.06 |
| 2017年2月3日 - 5日    | ロシアジュニアフィギュアスケート選手権（サンクトペテルブルク） | 1 74.46 | 1 142.36 | 1 216.82 |
| 2016年12月22日 - 25日 | ロシアフィギュアスケート選手権（チェリャビンスク）             | 3 74.26 | 2 146.95 | 2 221.21 |
| 2016年12月8日 - 10日  | 2016/2017 ISUジュニアグランプリファイナル（マルセイユ）        | 1 70.92 | 1 136.51 | 1 207.43 |
| 2016年9月21日 - 24日  | ISUジュニアグランプリ リュブリャナ杯（リュブリャナ）           | 1 68.09 | 4 109.29 | 3 177.38 |
| 2016年8月24日 - 27日  | ISUジュニアグランプリ サン・ジェルヴェ（サン・ジェルヴェ）     | 1 68.07 | 1 126.30 | 1 194.37 |

| 2015-2016 シーズン   |                                                            |          |          |          |
| 開催日               | 大会名                                                     | SP       | FS       | 結果     |
| 2016年1月21日 - 23日 | ロシアジュニアフィギュアスケート選手権（チェリャビンスク） | 12 52.85 | 8 108.08 | 9 160.93 |

## プログラム使用曲
| シーズン  | SP | FS | EX                                                                             |
| --------- | --- | --- | ------------------------------------------------------------------------------ |
| 2019-2020 | Me Voy 歌：ヤスミン・レヴィ | 映画『最後の誘惑』サウンドトラックより The Feeling Begins 作曲： ピーター・ガブリエル / 映画『アラビアのロレンス』より 作曲： モーリス・ジャール / Ramses 曲：Khatir Hicham | Outro 曲：M83 振付：ダニイル・グレイヘンガウス                                 |
| 2018-2019 | 『オペラ座の怪人』より 作曲：アンドルー・ロイド・ウェバー 振付：ダニイル・グレイヘンガウス                                               | カルメン組曲 作曲：ロディオン・シチェドリン 振付：ダニイル・グレイヘンガウス                                                                                                | 『I am A Survivor』 映画トゥームレイダーより 作曲：2Wei                        |
| 2017-2018 | 映画『ブラック・スワン』より 作曲：クリント・マンセル 映画『ムーンライト』より 作曲：ニコラス・ブリテル 振付：ダニイル・グレイヘンガウス | バレエ音楽『ドン・キホーテ』より 作曲：レオン・ミンクス 振付：ダニイル・グレイヘンガウス                                                                                    | 『Afro Blue / Eye See You / Wade in the Water』 ボーカル：ジャズメイヤ・ホーン |
| 2016-2017 | オペラ『サムソンとデリラ』より 作曲：カミーユ・サン＝サーンス                                                                            | バレエ音楽『ドン・キホーテ』より 作曲：レオン・ミンクス | 「ピンクの豹」 作曲：ヘンリー・マンシーニ                                      |
| 2015-2016 | 映画『ピンクの豹』 作曲：ヘンリー・マンシーニ                                                                                            | ミュージカル『ゴースト』 作曲：デイヴ・スチュワート、グレン・バラード |                                                                                |

## CM出演
- アニプレックス『マギアレコード 魔法少女まどか☆マギカ外伝』（2018年8月15日 - 9月、2019年1月18日 - ） ※スマートフォン&パソコン専用ロールプレイングゲーム[34][35]
- エアウィーヴ『マサル愛用』篇（2018年12月2日 - ）[36] - WEB限定